# Taiping (Taizhong)
Taiping (chiń. upr. 太平区; chiń. trad. 太平區; pinyin Tàipíng qū; Wade-Giles T’ai-p’ing ch’ü) – dzielnica (chiń. 區, qū) w rejonie miejskim miasta wydzielonego Taizhong na Tajwanie. 
23 czerwca 2009 komitet przy Ministrze Spraw Wewnętrznych Republiki Chińskiej zarekomendował scalenie dotychczasowego powiatu Taizhong (chiń. trad. 臺中縣; pinyin Táizhōng xiàn) i miasta Taizhong (chiń. trad. 臺中市; pinyin Táizhōng xiàn) w miasto wydzielone (chiń. 直轄市, zhíxiáshì); wszystkie miasta (chiń. 市, shì), jak Taiping, i gminy wchodzące w skład powiatu zostały przekształcone w dzielnice (chiń. 區, qū). Ustawa weszła w życie 25 grudnia 2010 roku.
Populacja dzielnicy Taiping w 2016 roku liczyła 186 271 mieszkańców – 93 779 kobiet i 92 492 mężczyzn. Liczba gospodarstw domowych wynosiła 62 179, co oznacza, że w jednym gospodarstwie zamieszkiwały średnio 3 osoby.

## Demografia (2011–2016)
| Rok  | Liczba ludności | Gęstość zaludnienia | Kobiety | Mężczyźni | Gospodarstwa domowe |
| ---- | --------------- | ------------------- | ------- | --------- | ------------------- |
| 2011 | 174 284         | 1443                | 86 925  | 87 359    | 55 591              |
| 2012 | 176 594         | 1462                | 88 160  | 88 434    | 56 822              |
| 2013 | 178 870         | 1481                | 89 512  | 89 358    | 58 289              |
| 2014 | 181 537         | 1503                | 91 052  | 90 485    | 59 914              |
| 2015 | 183 923         | 1523                | 92 420  | 91 503    | 61 055              |
| 2016 | 186 271         | 1542                | 93 779  | 92 492    | 62 179              |